# 마페텡구

마페텡 구

마페텡구(Mafeteng)는 레소토의 구로, 행정 중심지는 마페텡이며 면적은 2,119km2, 인구는 193,682명(2006년 기준)이다. 서쪽으로는 남아프리카 공화국 프리스테이트 주와 인접해 있으며 북동쪽으로는 마세루 구, 남동쪽으로는 모할레스후크 구와 인접해 있다.